# Луту Рошу (Прахова)
Луту Рошу (рум. Lutu Roșu) насеље је у Румунији у округу Прахова у општини Бертеа. Oпштина се налази на надморској висини од 637 m.

## Становништво
Према подацима из 2002. године у насељу је живело 200 становника, од којих су сви румунске националности.